# Brachinus imperialensis
Brachinus imperialensis är en skalbaggsart som beskrevs av Terry Erwin. Brachinus imperialensis ingår i släktet Brachinus och familjen jordlöpare. Inga underarter finns listade i Catalogue of Life.